# هواچنگ
هواچنگ (به لاتین: Huacheng) یک شهرک در جمهوری خلق چین است که در واهوا واقع شده‌است.